# 下勿里當
下勿里當（印尼語：Belitang Hilir）是印度尼西亞西加里曼丹省昔加羅縣下轄的一個鎮，位於該縣北部，東鄰勿里當鎮，北接上勿里當鎮，西北與上侯縣影庚鎮相鄰，西、南兩面與昔加羅鎮相鄰，東南與新黨縣斯巴烏鎮毗鄰。

## 行政區劃
下勿里當鎮現轄9個村。
- Empajak村
- Entabuk村
- Kumpang Bis村
- Menawai Tekam村
- Merbang村
- Semadu村
- 雙溝月村
- Sungai Ayak Satu村
- Tapang Pulau村